# Züleyxa Seyidməmmədova

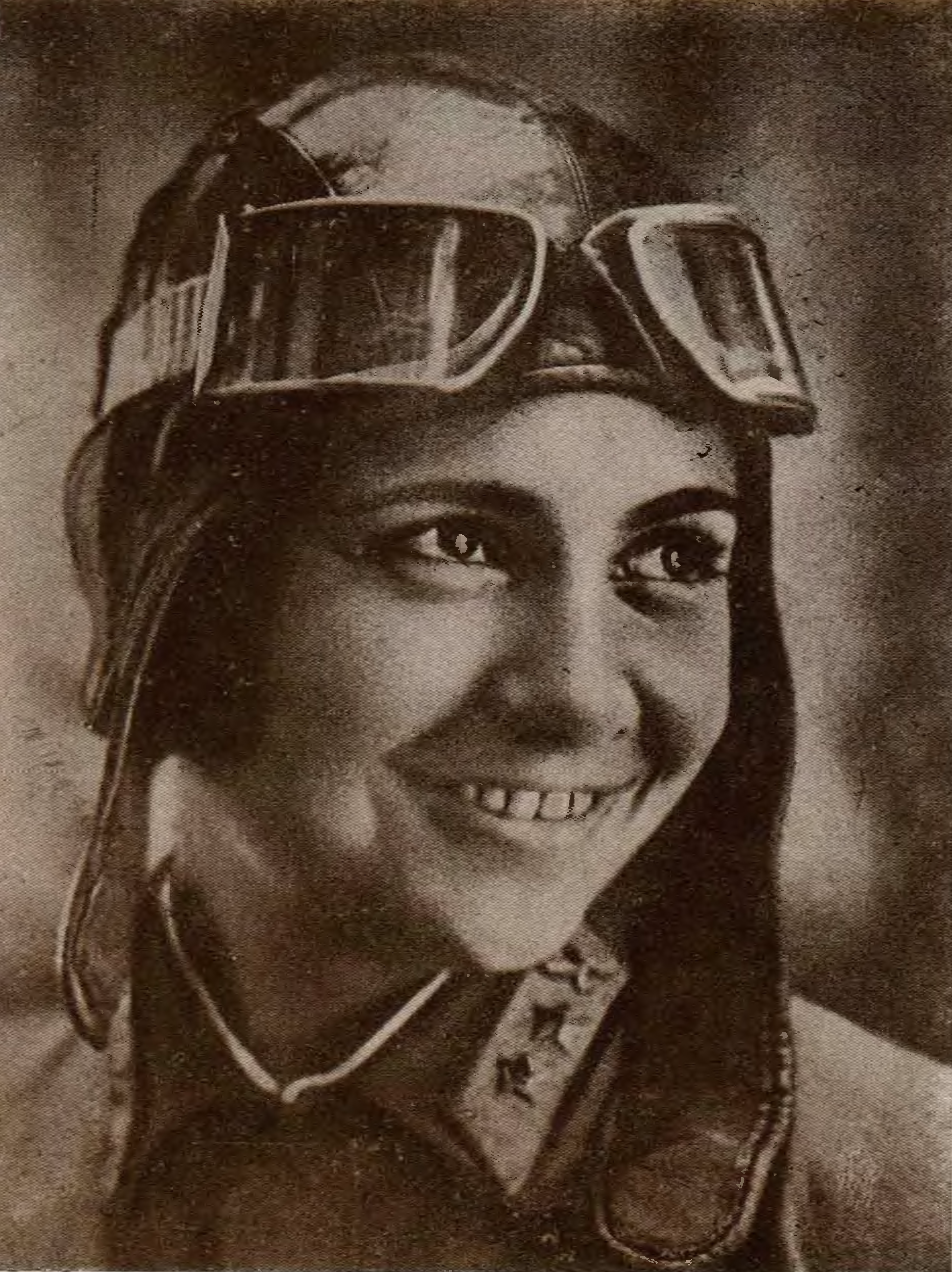
Züleyxa Seyidməmmədova

Züleyxa Seyidməmmədova (aserbaidschanisch Züleyxa Seyidməmmədova; * 22. März 1919 in Baku; † 10. November 1999 in Baku) war mit Leyla Məmmədbəyova eine der ersten Militärpilotinnen aus Aserbaidschan während des Zweiten Weltkriegs.
Seyidməmmədova erwarb sie 1935 beim Aeroklub Baku und später an einer Flugschule in Schukowski bei Moskau den Pilotenschein. Im Zweiten Weltkrieg flog sie als Jagdfliegerin in einem der drei von Marina Raskowa gegründeten Fliegerregimentern mit Pilotinnen. Mit der von ihr geflogenen Jak-9 hatte sie über 500 Einsätze und war an 40 Luftkämpfen beteiligt.
Sie starb 1999 in Baku.

## Orden und Auszeichnungen
- Leninorden
- Zweimal den Orden des Roten Banners der Arbeit
- Orden des Vaterländischen Krieges (Zweite Stufe)
- Orden des Roten Sterns
- Zweimal das Ehrenzeichen der Sowjetunion